# 毒鼓の縁
毒鼓の縁（どっくのえん）とは、仏法の理法の一つ。またたとえ話。主に日蓮宗やその各派でいわれる。
『涅槃経』巻9の「たとえば人ありて、雑毒薬を以ってこれを用いて太鼓に塗り、大衆の中において、之を撃ちて声を発（いだ）さしむるが如し。心に聞かんと欲すること無しといえども、之を聞けば皆死す。唯一人不横死の者を除く。是の大乗大般涅槃経もまたまた是の如し。在々処々の諸行の衆中、声を聞く者あれば、あらゆる貪欲・瞋恚・愚癡を悉く滅尽する」を典拠とする。
この毒鼓の話は伝説であるが、この毒を塗った太鼓を打って聞かせばみな死んでしまうという伝説を、涅槃経を説く声を聞けば、三毒を滅する事にたとえている。
涅槃経の経文では、あくまでも涅槃経をたとえているが、日蓮は、涅槃経の要分を法華経に摂し、法華経もしくは南無妙法蓮華経の題目を聞くことにより、末法の逆縁の衆生もこの妙法を聞かせることによって縁を結ばせて、
発心し修行すれば成仏が可能で、将来必ず救うことができると説いた。